# 布拉希夫卡 (罗韦尼基区)
47°57′19″N 39°21′28″E / 47.95528°N 39.35778°E
布拉希夫卡（烏克蘭語：Благівка）是位於烏克蘭東部的村莊，由盧甘斯克州羅韋尼基區的羅韋尼基市鎮負責管轄。該村處於納戈利納河畔，始建於1856年，面積1.76平方公里，海拔高度米，2001年人口709，人口密度每平方公里404人。